# El Ajengibre
El Ajengibre är en ort i Mexiko.   Den ligger i kommunen Venustiano Carranza och delstaten Puebla, i den sydöstra delen av landet, 190 km nordost om huvudstaden Mexico City. El Ajengibre ligger 334 meter över havet och antalet invånare är 247.
Terrängen runt El Ajengibre är huvudsakligen lite kuperad. El Ajengibre ligger uppe på en höjd. Runt El Ajengibre är det ganska tätbefolkat, med 65 invånare per kvadratkilometer. Närmaste större samhälle är Venustiano Carranza, 7,7 km norr om El Ajengibre. Omgivningarna runt El Ajengibre är en mosaik av jordbruksmark och naturlig växtlighet.